# Ивер, Василий Михайлович
Василий Михайлович Ивер (род. 23 апреля 1956, Кордон, Молотовская область) — российский политический деятель, депутат Государственной думы второго и третьего созыва (1999—2003).

## Биография
Окончил Ставропольский политехнический институт, Высшую партийную школу при ЦК КПСС, Дипломатическую академию Министерства иностранных дел Российской Федерации, прошёл курсы обучения в Московской школе политических исследований и в Гарвардском университете США.

### Депутат госдумы
В 1995 и 1999 гг. избирался депутатом Государственной Думы ФС РФ в Ставропольском одномандатном избирательном округе. В Думе Василий Михайлович занимал должности заместителя руководителя депутатской группы «Народовластие» и заместителя председателя Комитета по международным делам.
В июле 2011 года В. М. Ивер избран президентом региональной общественной организации — землячество «Ставропольцы».